# Odyssey (serie di console)
Odyssey era una linea di console di gioco casalinghe di prima generazione vendute tra il 1972 e il 1978 da Magnavox e Philips. La serie comprende la console progenitrice Magnavox Odyssey, entrambe le serie di Magnavox e di Philips delle successive console dedicate Odyssey, e la console basata su CPU e con cartucce Magnavox Odyssey² uscita nel 1978, che appartiene però alla seconda era. Si noti che sul mercato europeo la console Odyssey² fu invece chiamata Philips Videopac.

## Magnavox Odyssey
Magnavox Odyssey è la prima console casalinga a livello mondiale ed è stata realizzata da Magnavox nel 1972. Fu progettata da Ralph Baer e fu presentata per la prima volta il 24 maggio 1972 e fu venduta da Magnavox e partner fino al 1975. L'Odyssey usava uno speciale circuito stampato rimovibile (contenente solo jumpers) che poteva essere inserito in uno slot simile a quelli delle cartucce di gioco, che permetteva al giocatore di selezionare uno dei diversi giochi della macchina.

## Gli Odyssey dedicati (1975-1977)

### Odyssey 100

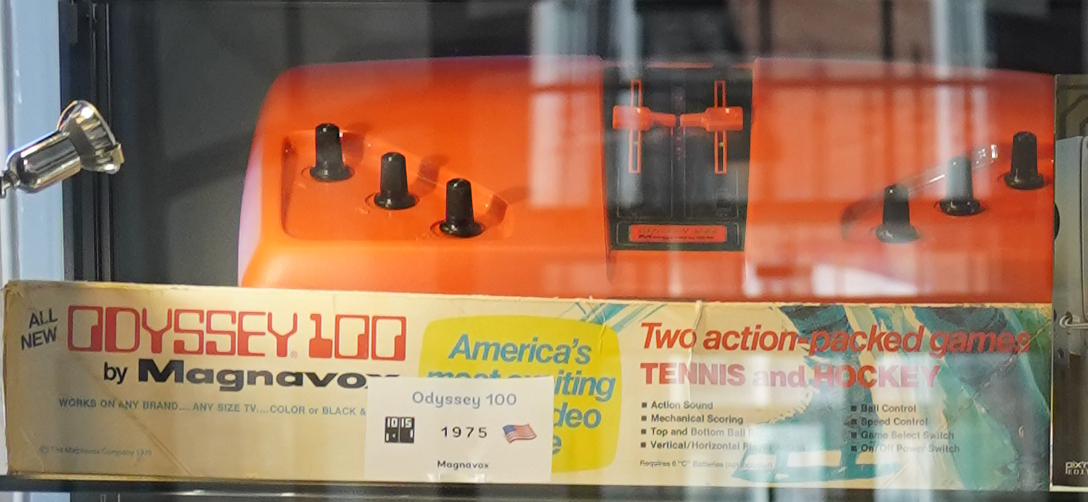
Magnavox Odyssey 100

La console dedicata Odyssey 100 fu venduta a partire dal 1975. Usava una progettazione con componenti multi-chip discreti, che avrebbe reso molto più semplice per Magnavox il lavoro di rilasciare eventuali future console dedicate. Magnavox quell'anno aveva già in mente una realizzazione a singolo-chip, ma voleva avere un prodotto che potesse vendere immediatamente se Texas Instruments, il loro fornitore dei chip che singolarmente avrebbero contenuto tutto il videogioco, non fosse stata in grado di fornirglielo in tempo.
La Odyssey 100 era stata progettata partendo da quattro chip della Texas Instruments. Aveva due giochi(Tennis and Hockey); il gioco del tennis è una semplice variante di Pong. Nessuno dei giochi aveva il punteggio a video ed il sistema utilizzare un semplice buzzer (cicalino) per il sonoro. L'Odyssey 100 è alimentato da sei pile di tipo "C" o un alimentatore da 9 volt a corrente continua. Ogni giocatore aveva tre paddle per il movimento orizzontale, movimento verticale e aggiustamento della direzione della palla (chiamato "English").

### Odyssey 200

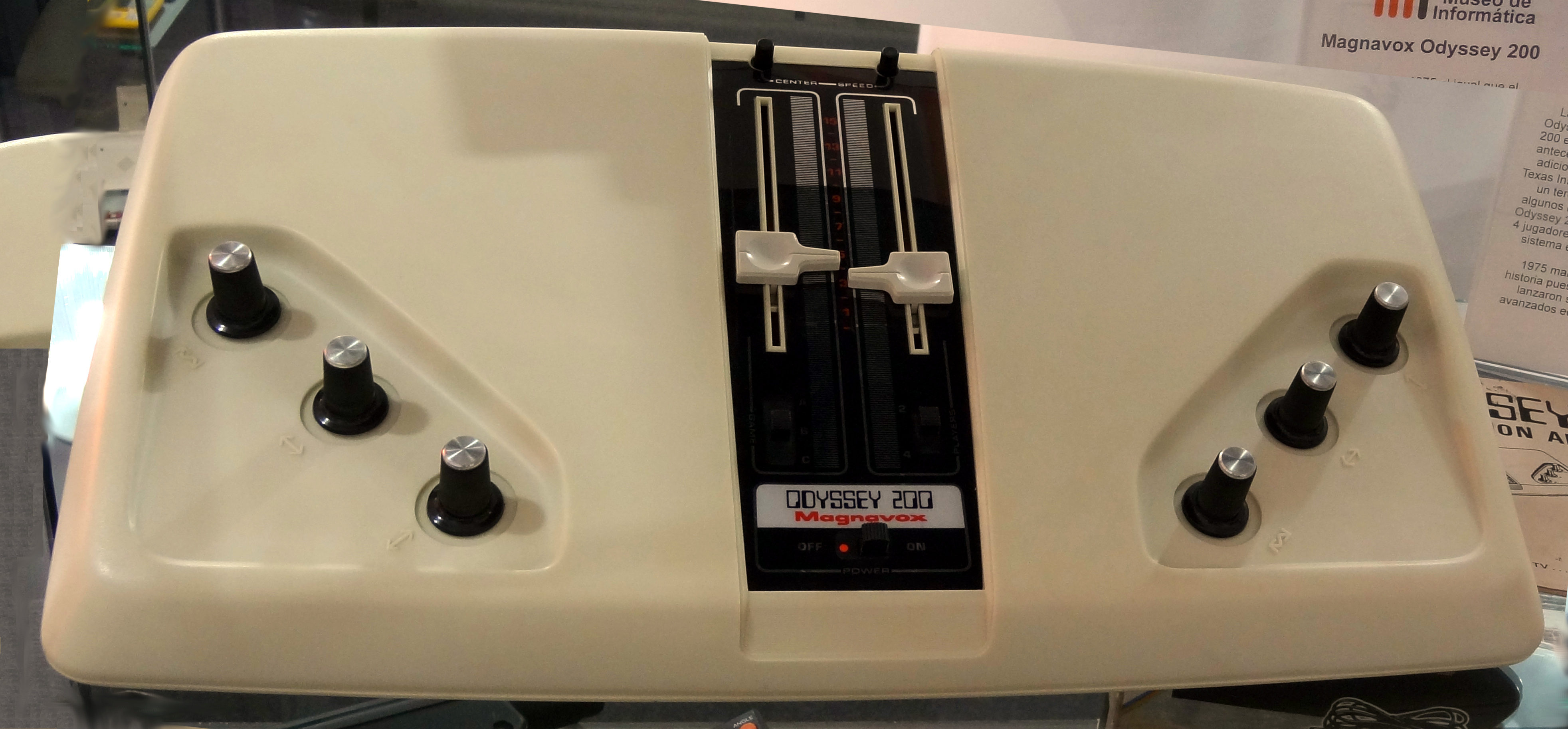
Magnavox Odyssey 200

La console dedicata Odyssey 200 fu venduta a partire dal 1975. La console era essenzialmente un Odissey 100 con due chip aggiuntivi di Texas Instruments. La console migliorò rispetto alla 100 in diverse direzioni; in aggiunta al tennis e all'hockey, l'Odyssey 200 aveva anche un terzo gioco chiamato "Smash". La Odyssey 200 era anche la prima console di gioco che prevedeva l'opzione di giocare a due o quattro giocatori . La Odyssey 200 aggiunse il punteggio a video non-digitale (un rettangolo bianco si spostava di uno spazio verso destra ogni volta che uno dei due giocatori segnava un punto). Come l'Odyssey 100, l'Odyssey 200 è alimentata o da sei pile "C" o da un alimentatore a 9 volt con corrente continua e usava gli stessi controller di tipo paddle come il suo predecessore.

### Odyssey 300

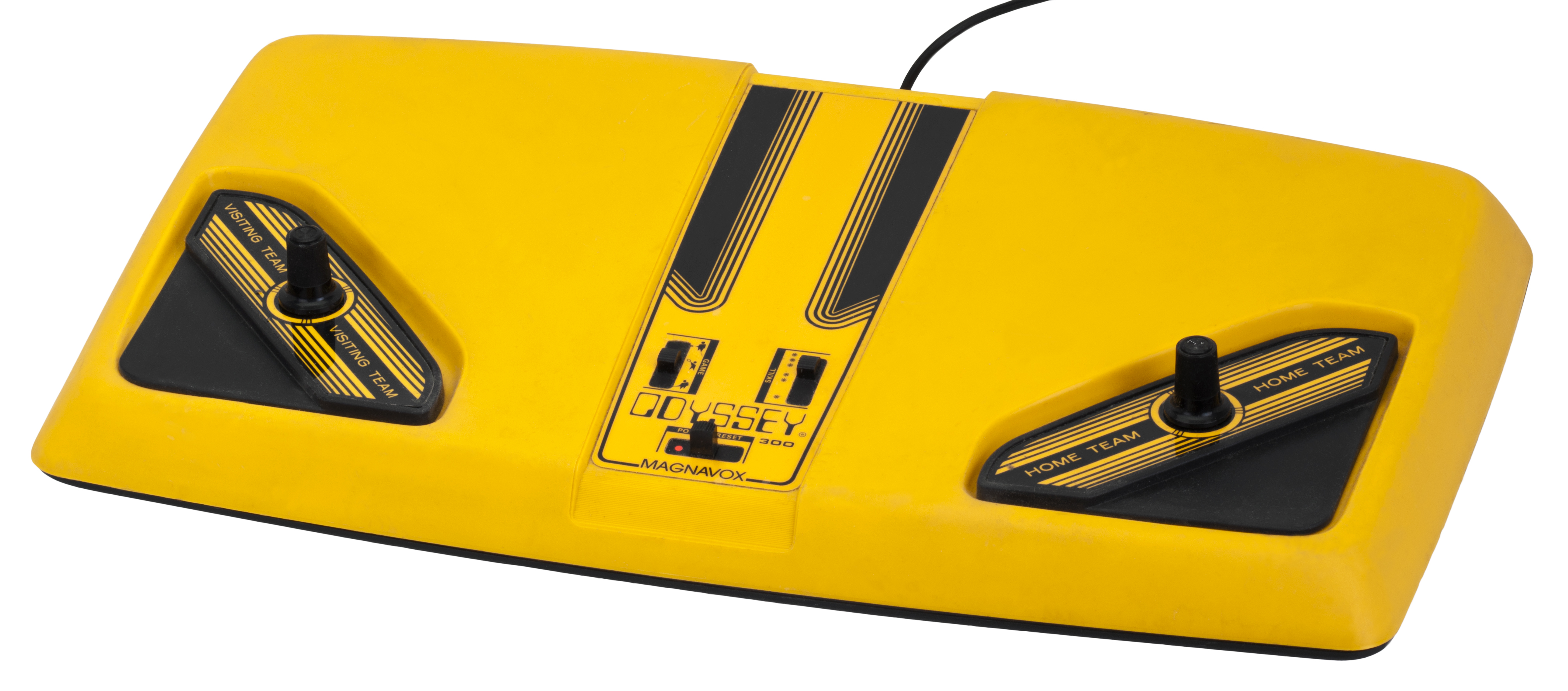
Magnavox Odyssey 300

La console dedicata Odyssey 300 fu venduta a partire dal 1976. Diversamente dalle due precedenti console dedicate di Magnavox, l'Odyssey 300 era stata pensata per competere direttamente con le console Coleco Telstar. Come le console Telstar, l'Odyssey 300 usava il chip AY-3-8500 per implementare i giochi, e fu una tra le prime console dedicate a sviluppare un progetto incentrato su un singolo chip piuttosto che usare più chip o la logica TTL. L'odissey 300 aveva gli stessi tre giochi dell'Odyssey 200; diversamente dal 200, la console Odyssey 300 aveva tre livelli di difficoltà: Novizio, Intermedio ed Esperto.

### Odyssey 400

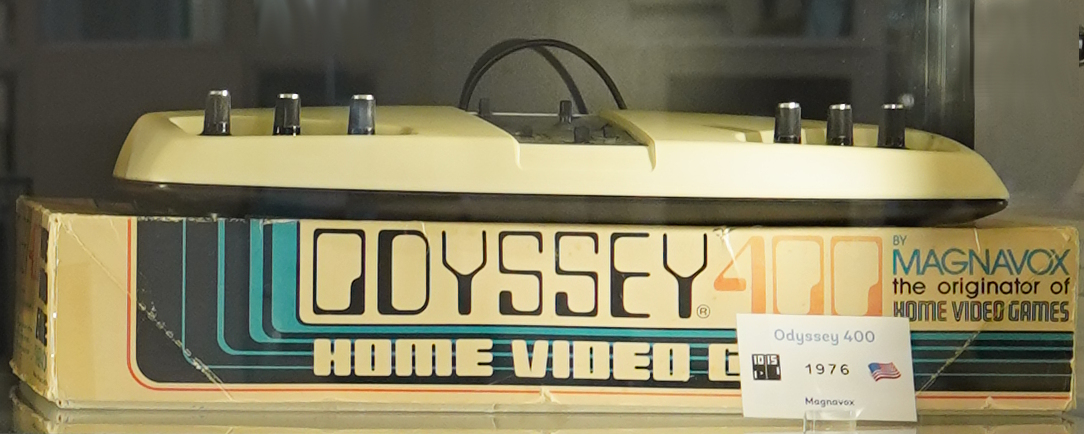
Magnavox Odyssey 400

La console dedicata Odyssey 400 fu venduta a partire dal 1976. La 400 è essenzialmente identica alla Odyssey 200 con l'aggiunta delle funzionalità del punteggio digitale e del servizio automatico. La console permette di giocare agli stessi tre giochi della 200 ed ha gli stessi tre paddle per controllare il gioco. Un chip addizionale di Texas Instruments era usato per implementare il punteggio a video.

### Odyssey 500

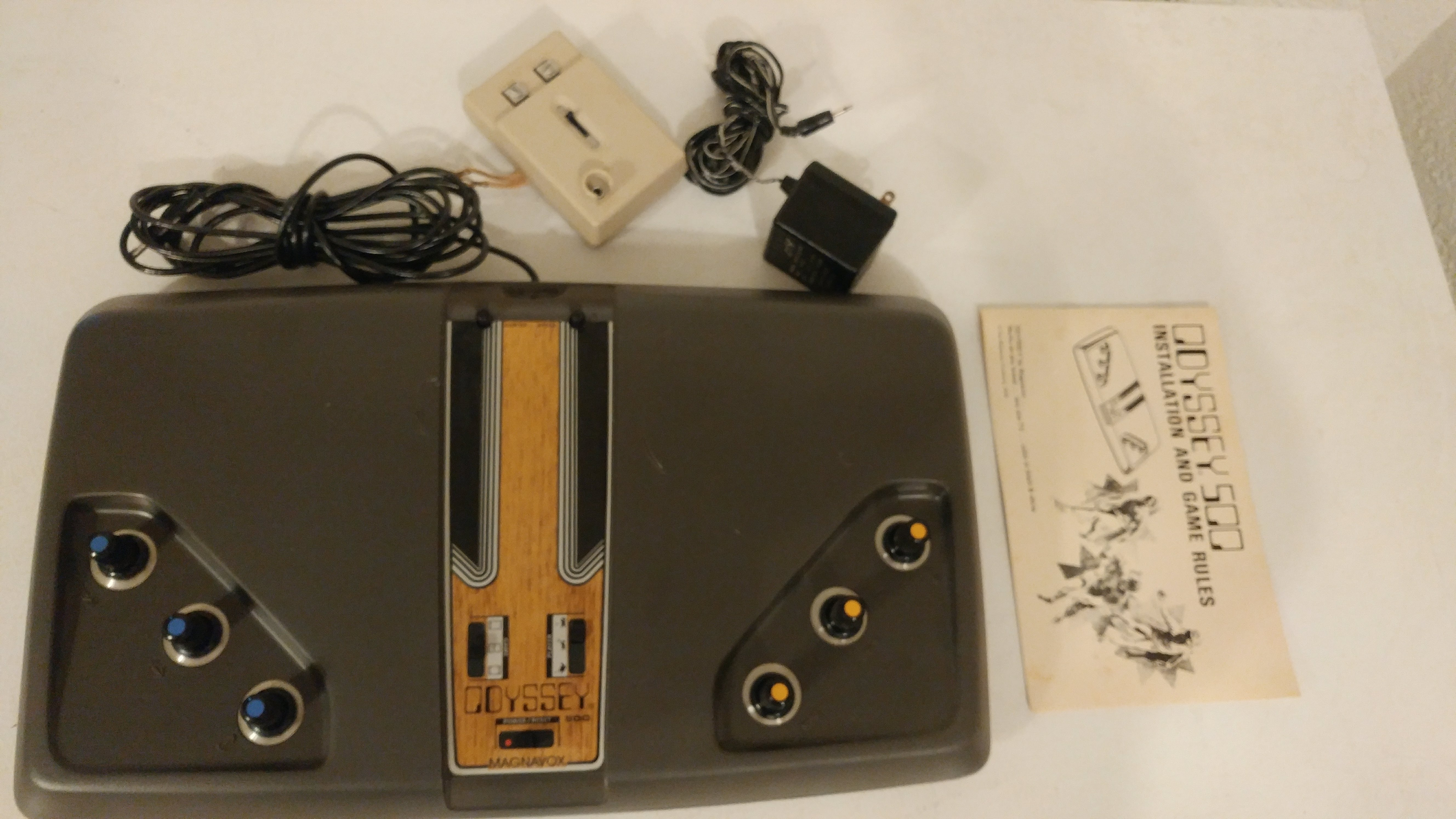
Magnavox Odyssey 500

La console dedicata Odyssey 500 fu venduta a partire dal 1976. La console è essenzialmente identica all'Odyssey 400 con un'unica aggiunta: al posto di utilizzare delle linee verticali per rappresentare i giocatori, la console aveva delle sagome umane semplificate differenziate per i tre diversi giochi (con racchetta o mazza da hockey). Magnavox pubblicizzò la 500 come se avesse un quarto gioco (Calcio) usando la grafica del giocatore di squash con il campo di gioco dell'hockey.

### Odyssey 2000

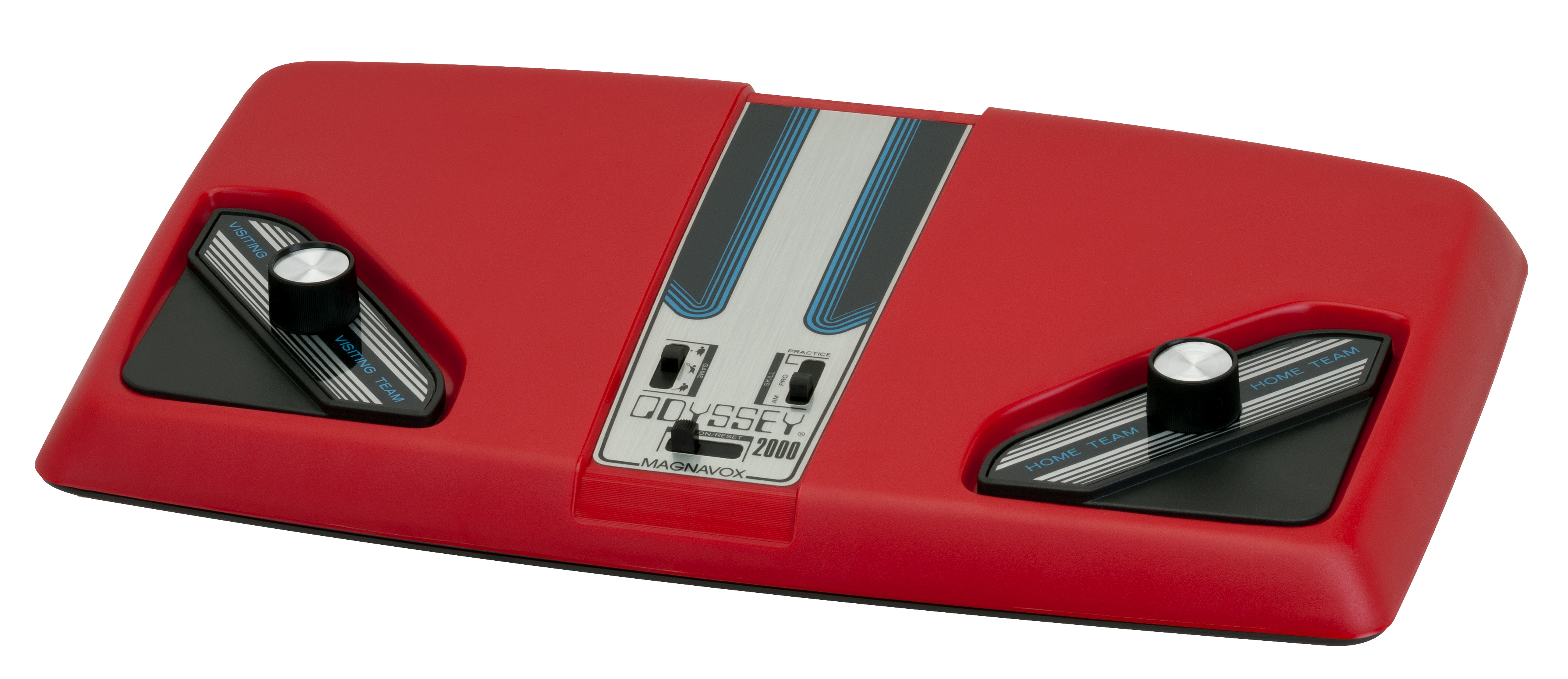
Magnavox Odyssey 2000

La console dedicata Odyssey 2000 fu venduta a partire dal 1977. La 2000 era una versione aggiornata della Odyssey 300. Come la 300, l'Odyssey 2000 usava un progetto a chip singolo basato sull'AY-3-8500 (usato anche per l'Odyssey 3000). L'Odyssey 2000 usava un controller a singolo paddle rotante invece dei tre usati dalle precedenti console dedicate Magnavox. In aggiunta ai giochi Tennis, Hockey e Squash ("Smash"), vi era l'aggiunta della Practice (allenamento) dello squash per un giocatore..

### Odyssey 3000

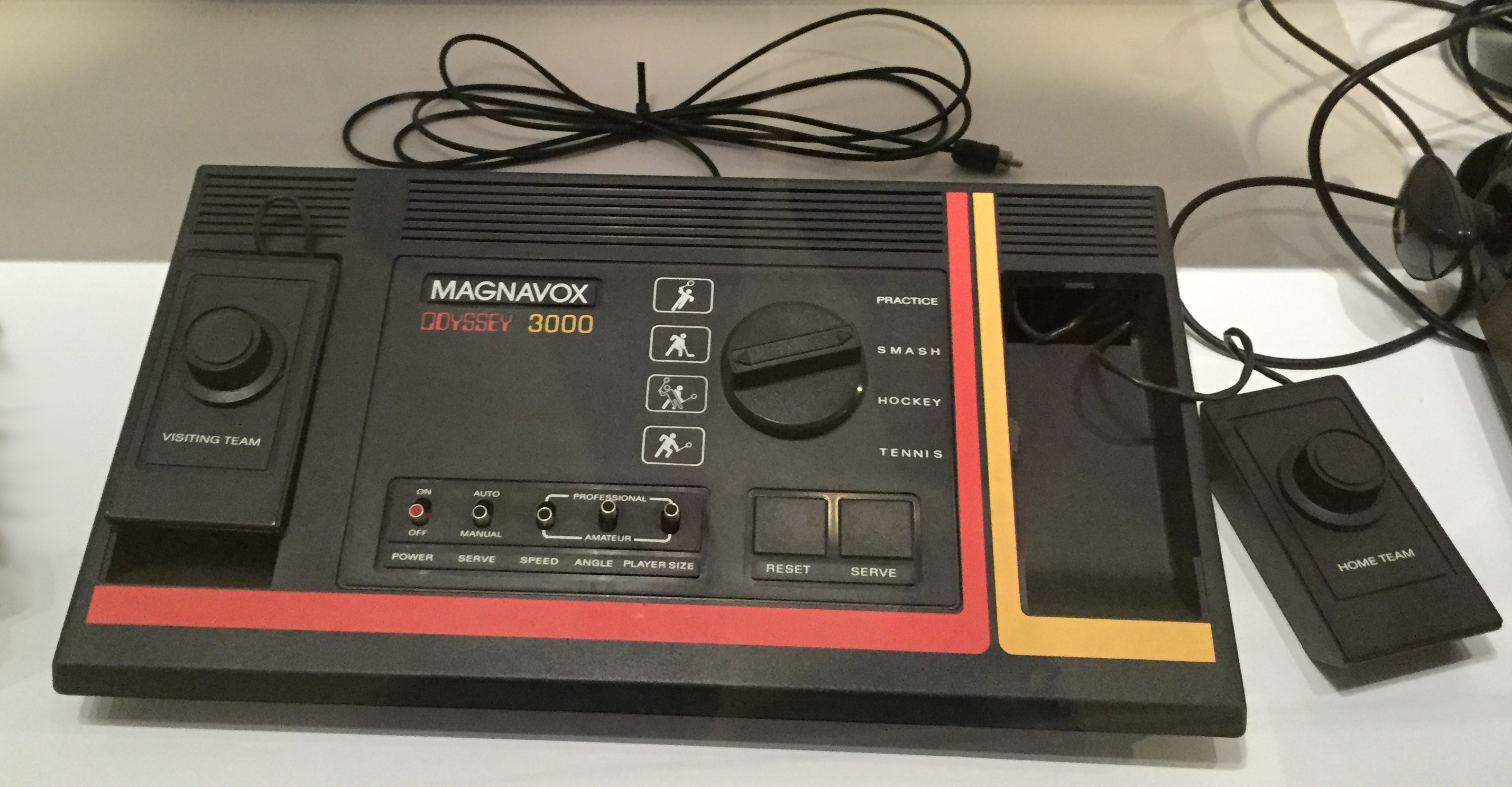
Magnavox Odyssey 3000

La console dedicata Odyssey 3000 fu venduta a partire dal 1977. La 3000 aveva gli stessi quattro giochi dell'Odyssey 2000 (basata anch'essa sul chip AY-3-8500). Con la Odyssey 3000, Magnavox abbandonò il case dal design sorpassato con uno dallo stile contemporaneo. La console era più spigolosa e meno arrotondata; due bottoni piatti erano usari per le funzioni di servizio e di reset e gli interruttori per i settaggi erano stati ridotti di dimensione. L'Odyssey 3000 usava una rotella piatta per selezionare i differenti giochi e diversamente dalle precedenti Odyssey, la 3000 aveva i controller con paddle removibili (senza nessun pulsante).

### Odyssey 4000

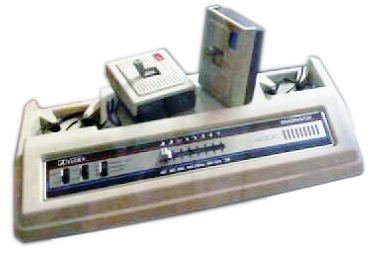
Magnavox Odyssey 4000

Magnavox concluse la sua linea di console dedicate con l'Odyssey 4000. La console dedicata Odyssey 4000 fu venduta a partire dal 1977. Basata sul singolo chip AY-3-8600, la console implementava otto variazioni di giochi basati su tennis, hockey, squash ed allenamento. Diversamente dalla Odyssey 3000, la 4000 presentava due joystick removibili. Il chip aggiuntivo AY-3-8615 presente nella console permetteva alla Odyssey 4000 di avere grafica a colori al posto del bianco e nero.

### Odyssey 4305
L'Odyssey 4305 (numero di modello 3616R061A) venduto a partire dal 1976 o dal 1977 è un televisore da 19 pollici a colori con incorporato un Magnavox Odyssey 300 o 500. L'etichetta sul retro del TV riporta: "October 1976". Veniva venduti per 499 dollari. I suoi due controller sono molto simili a quelli del Ping-O-Tronic, dove ognuno presenta un pulsante e un paddle. È molto raro.

### Odyssey 5000 (prototipo)
Magnavox sviluppò in forma di prototipo una ultima console chiamata Odissey 5000 che però non arrivò mai sul mercato. Sarebbe stata basata sul chip CR861 (MUGS) prodotto da Signetics che supportava diversi giochi simil-Pong e giochi di carroarmati ed elicotteri.

## Serie Philips Odyssey
Philips vendeva la propria versione dell'originale Magnavox Odissey, pagandone i diritti per la riproduzione, prima di acquistare la stessa Magnavox nel 1974. Dopo tale data Philips continuò comunque a rilasciare le proprie versioni delle console dedicate Odyssey.

### Odyssey 200
L'Odyssey 200 è la medesima console commercializzata sul mercato statunitense. Venduta in Europa nel 1976, fu rimpiazzata dalla Philips Odyssey 2001 nel 1977.

### Odyssey 2000
L'Odyssey 2000 è la versione europea dell'omonima console marchiata Magnavox venduta in America, da cui si differenzia sia per l'assenza del connettore per l'alimentatore esterno (anche se sulla console è presente la dicitura "AC ADAPTER") e sia per i paddle rotanti che in questa versione sono uguali a quelli dell'Odyssey 300. Venduta tra il 1977 e il 1978 e destinata in particolare alla vendita nel mercato italiano.

### Odyssey 2001
La Odyssey 2001 è la versione di Philips della Magnavox Odyssey 4000, con differenze nei giochi offerti e l'utilizzo di paddle removibili al posto dei joystick. Venduta nel 1977, la 2001 è basata sul singolo chip MM-57105 della National Semiconductor, che permetteva di giocare a tennis, hockey e squash, riproduceva immagini a colori e generava il sonoro direttamente dall'altoparlante del televisore.

### Odyssey 2100
L'Odyssey 2100 era venduta a partire dal 1978 e usava lo stesso stile di case della 2001. Usava il chip MM-57186N della National Semiconductor, che permetteva di giocare a 6 giochi con diverse varianti : Wipe-Out (simile a Breakout, 7 varianti), Flipper (7 varianti), Tennis (2 varianti), Pallamano (2 varianti), Hockey su ghiaccio (2 varianti), Football (3 varianti).
|  |  |  |  |